# Заболотье (Мощаницкий сельсовет)
Заболо́тье (бел. Забало́цце) — деревня в составе Мощаницкого сельсовета Белыничского района Могилёвской области Республики Беларусь.

## Население
- 2010 год — 46 человек